# المندره (اسکندریه)
المندره (به عربی: المندرة) یک منطقهٔ مسکونی در مصر است که در استان اسکندریه واقع شده‌است.